# Старковка (приток Вожойки)
Ста́рковка (Октябринка) — малая река на северо-востоке Ижевска в Удмуртской Республике России. Правый приток нижнего течения Вожойки в бассейне Позими.
Длина реки составляет 10,5 км.
Старковка начинается на высоте 144 м над уровнем моря, вытекая из искусственного водоёма у северной кромки Воткинского шоссе на восточной окраине Индустриального района. Течёт по территории Устиновского района в основном на юго-восток, в низовье постепенно поворачивает на северо-восток. В нижнем течении по реке проходит граница между Ижевском и Завьяловским районом. Впадает в Вожойку на высоте 103 м над уровнем моря напротив деревни Бахтияры.
В микрорайоне Старки на Старковке построена запруда, образующая водоём площадью 1,5 га.
По состоянию на 2016 год, в Старковку организованно отводились сточные воды с промышленных предприятий.